# Alfons De Nolf
Alfons Gerard De Nolf (Torhout, 24 mei 1910 - 12 september 1991) was een Belgisch volksvertegenwoordiger, senator en landbouwkundige.

## Levensloop
Vanaf 1930 was De Nolf betrokken bij organisaties voor de belangenbehartiging van de landbouwers. Beroepshalve werd hij in 1936 directeur van een coöperatieve zuivelfabriek in Veldegem en bleef dit tot in 1971.
Hij vervulde heel wat bestuursfuncties: hij was van 1930 tot 1937 diocesaan voorzitter van de Boerenjeugd, vanaf 1946 voorzitter van de West-Vlaamse Zuivelbond, vanaf 1955 bestuurder van de Nationale Landmaatschappij, vanaf 1960 ondervoorzitter van de Veeziektebestrijding West-Vlaanderen, vanaf 1963 ondervoorzitter van het Internationaal Hulpbetoon Caritas Catholica Landbouw, vanaf 1968 voorzitter van het Algemeen Verbond van Veehouders en vanaf 1970 voorzitter van de Provinciale Landbouwmaatschappij.
Voor de CVP werd De Nolf in 1949 verkozen tot lid van de Kamer van volksvertegenwoordigers voor het arrondissement Brugge. Hij behield dit mandaat tot maart 1968. Hij werd vervolgens nog verkozen in de Senaat als provinciaal senator voor de periode 1971-1974, waardoor hij als gevolg van het toen bestaande dubbelmandaat ook zitting had in de Cultuurraad voor de Nederlandse Cultuurgemeenschap, die op 7 december 1971 werd geïnstalleerd en de verre voorloper is van het Vlaams Parlement. In het parlement diende hij talrijke wetsvoorstellen en amendementen in met betrekking tot landbouw, milieu en het statuut van de zelfstandigen.